# Apatosaurus
Apatosaurus (phát âm tiếng Anh: /əˌpætəˈsɔːrəs/; n.đ. 'thằn lằn nhầm lẫn') là một chi khủng long sauropoda từng sống ở Bắc Mỹ vào thời kỳ Jura Muộn. Nó được mô tả lần đầu khi Othniel Charles Marsh đặt tên loài Apatosaurus ajax. Loài thứ hai, Apatosaurus louisae, được phát hiện năm 1916. Chúng sống cách nay khoảng 152 tới 151 triệu năm (thời kỳ Kimmeridgia và đầu Tithonia) tại thành hệ Morrison ở Colorado, Oklahoma, Utah, và Wyoming. Brontosaurus từ lâu từng bị xem là danh pháp đồng nghĩa của Apatosaurus, loài duy nhất của chi Brontosaurus bị phân loại dưới tên A. excelsus. Tuy nhiên, một nghiên cứu công bố năm 2015 kết luận rằng Brontosaurus là một chi riêng biệt. Chiều dài trung bình của Apatosaurus là 22,8 m (75 ft), và cân nặng trung bình ít nhất là 16,4 tấn (18,1 tấn Mỹ). Vài mẫu vật có chiều dài hơn trung bình 30% và nặng tới 33–73 t (32–72 tấn Anh; 36–80 tấn Mỹ).